# 名鉄850系電車
名鉄850系電車（めいてつ850けいでんしゃ）は、名古屋鉄道（名鉄）が主に優等列車運用に供する目的で1937年（昭和12年）に導入した電車である。名鉄に在籍する吊り掛け駆動車各形式のうち、間接自動進段制御器を搭載するAL車に属する。
同時期に新製された3400系「流線」とともに前頭部を流線形状とした外観を特徴とする。3400系が旧愛知電気鉄道由来の各路線、通称「東部線」用の流線形車両であったのに対して、850系は旧名岐鉄道由来の各路線、通称「西部線」用の流線形車両として導入され、前面左右窓上から側面にかけての幕板部に3本施された白色の飾り帯を鯰（ナマズ）の髭に見立てた「なまず」の愛称で呼称された。
以下、本項においては850系電車を「本系列」と記述し、また編成単位の説明に際しては制御電動車モ850形の車両番号をもって編成呼称とする（例：モ851-ク2351の編成であれば「851編成」）。

## 概要
愛知電気鉄道（愛電）と名岐鉄道（名岐）の対等合併によって成立した現・名古屋鉄道（名鉄）における、合併後初の新型車両として、1937年（昭和12年）3月に制御電動車モ850形と制御車ク2350形によって組成される2両編成2本・計4両が落成した。
製造当時は国鉄EF55形電気機関車・国鉄52系電車・国鉄キハ43000形気動車などに代表される、前面形状を流線形とした車両設計が流行していたことから、本系列も3400系とともにそれを取り入れる形で設計され、名岐由来の西部線へ導入された。ただし、車体・主要機器とも完全新規設計された3400系に対して、本系列は名岐より継承されたデボ800形（後の初代モ800形）の設計を踏襲しつつ前面形状を流線形に設計変更した車両であった点が異なる。
導入当初はデボ800形と同様に西部線の幹線系統（名岐線・犬山線）における優等列車運用に充当されたが、太平洋戦争激化による戦時輸送体制への転換に伴って車内座席をロングシート仕様に改め、以降は他のAL車各形式とともに主に一般列車運用に充当された。その後は大きな改造を施工されることなく運用され、1979年（昭和54年）に1編成が廃車となり、残る1編成は1988年（昭和63年）まで運用された。

## 導入経緯
現・名古屋鉄道（名鉄）は、神宮前を拠点駅として名古屋以東に多くの路線を保有していた愛知電気鉄道（愛電）と、押切町を拠点駅として津島・岐阜・犬山方面へ路線を延ばしていた名岐鉄道（名岐）が1935年（昭和10年）8月に合併して成立した事業者である。同時期には名古屋市において汎太平洋平和博覧会が1937年（昭和12年）3月に開催されることが決定し、多くの来場者によって大幅な利用者増が見込まれたことから、名鉄は東部線・西部線の両路線区について車両増備による輸送力増強を計画した。
合併当初は、西部線押切町と東部線神宮前の間は線路が繋がっておらず、また架線電圧も旧愛電由来の東部線が直流1,500 Vであったのに対して、旧名岐由来の西部線は直流600 Vと異なっており、合併後も列車の運行および車両の管理については旧名岐由来の部署と旧愛電由来の部署という別組織によって行われている状況であった。そのため、愛電由来の東部線向けの新製車両については旧愛電出身の設計陣が、名岐由来の西部線向けの新製車両については旧名岐出身の設計陣がそれぞれ開発を担当した。
このうち西部線向けの新製車両については、東部線向けの新製車両すなわち3400系とは異なり、当初は流線形の新型車両ではなく旧名岐鉄道当時に新製されたデボ800形の増備車として計画された。1936年（昭和11年）6月作成の決裁書「車輌製作ノ件伺」においては、デボ800形と併結して運用する制御車6両を導入する旨が示されている。
しかし、東部線向けに計画された3400系が、当時の車両設計の流行に則って前頭部を流線形状とした流線形車両として設計されたことを受け、対抗上西部線向けの新製車両についても流線形車両とするよう急遽計画が変更された。同年6月25日付でデボ800形の設計を踏襲しつつ前頭部を流線形状とした図面「組-2-ハ-4019」が製造発注先である日本車輌製造本店において作成され、西部線向けの新製車両6両中4両を流線形車両とすることとした。さらに同年8月には流線形車両4両中2両を制御電動車に設計変更し、決裁された予算が制御車6両分であったことから電装品をデボ800形2両より転用して充当することも併せて決定した。そして同年9月には、前記6両の内訳を流線形車体の制御電動車モ850形2両（モ851・モ852）、モ850形と同形の流線形車体の制御車ク2350形2両（ク2351・ク2352）、およびデボ800形の制御車ク2300形（初代）2両とする旨、導入計画が修正された。
以上の経緯により、本系列（モ850形・ク2350形）4両は、前述の通りデボ800形を設計の基本としつつ、前頭部を流線形状へ改めた車両として製造された。前頭部のデザインについても日本車輌製造が1935年（昭和10年）に南満州鉄道（満鉄）向けに設計・製造した流線形車体の電気式気動車（ジテ1形気動車）に範を取った類型的なものとされ、車体外観および主要機器の仕様とも完全新規設計によって製造された3400系とは設計思想が根本から異なっていた。
また、本系列および3400系の設計・製造を担当した日本車輌製造本店作成の図面においては、3400系の図面名称が「半鋼製流線型ボギー電車」であるのに対して、本系列は「半鋼製四輪ボギー電車」と流線形の文言が用いられていない。さらに両系列落成後の名鉄社内においても、営業報告書や内部書類などにて3400系が「流線形」「流線形車両」などと特記されているのに対して、本系列をそのように扱ったものはほとんど存在せず、当時の社内外における両系列の扱いには少なからず温度差があったものと指摘される。
なお、本系列の竣功は1937年（昭和12年）3月3日付で、同年3月16日付で竣功した3400系より2週間ほど先行した。このことを指して、本系列を設計した旧名岐出身の設計陣の、3400系を設計した旧愛電出身の設計陣に対する意地が感じられるとも評される。

## 車体
前頭部を流線形状とした、車体長17,680 mm・車体幅2,700 mmの半鋼製車体を備える。構体はデボ800形と同じく溶接工法とリベット組立工法を併用して製造され、車体裾部および窓上下に設置された補強帯（ウィンドウシル・ヘッダー）など各部にリベットが存在する。屋根部は張り上げ屋根構造の3400系とは異なり、デボ800形同様の普通屋根構造を採用、各客用扉の上部にのみ水切りを設置する。
流線形の前頭部は、側面の乗務員扉開口部外方から前端部にかけて前後方向に滑らかな半円を描き、台枠下端部から幕板部にかけて後退角を設けている。後退角は各部で単一であり、3400系のように縦方向の曲線を設けた三次元曲線形状とはなっていない。前面には平面ガラスによる3枚の窓が設置され、いずれも開閉可能な構造となっている。また、前頭部の屋根が幕板部のウィンドウヘッダー直上まで半円形状に垂れ下がったデザインとされた点が特徴であるが、この外観デザインは前述した満鉄ジテ1形、ひいては1931年（昭和6年）にアメリカ・ブリル社 (J.G.Brill) が製造した流線形車体の高速列車「Brill Bullet car（弾丸列車）」をルーツとするものと指摘される。前照灯は白熱灯式のものを1灯、前面屋根部中央に埋込形のケースを介して設置し、また後部標識灯は前面向かって左下の腰板下部に1灯設置した。
その他の設計については、片側2箇所設けられた1,210 mm幅の片開客用扉、740 mm幅の側窓、80 mm幅の窓間柱など、主要寸法は基本的にデボ800形の設計を踏襲した。ただし、本系列は前頭部を流線形状とした都合上、台車心皿中心から妻面までの寸法（オーバーハング）は、デボ800形が前後とも2,750 mmで統一されているのに対して、本系列は連結面側が2,750 mm・先頭側は2,930 mmと異なる前後非対称構造となっている。また、後部寄り客用扉から連結面にかけての側窓を同時期に新製されたデボ800形の制御車ク2300形（初代）の3枚に対して2枚と変更し、さらに客用扉および戸袋窓周りの吹き寄せ柱寸法を縮小するなどして、車体長を大きく変更することなく流線型形状を成立させるための工夫がなされている。側窓を含む全ての開閉可能窓は上段固定・下段上昇式の2段窓とし、また客用扉の下部には内蔵型の乗降用ステップが設置され、客用扉下端部が車体裾部まで引き下げられている。側面窓配置はd 2 D 1 8 1 D 2（d：乗務員扉、D：客用扉、各数値は側窓の枚数）で、モ850形・ク2350形とも同一である。
車体塗装はデボ800形と同様にマルーン一色塗りとし、前述の通り前面左右窓上から側面にかけての幕板部に白色の飾り帯塗装が3本施された。屋根上にはガーランド形ベンチレーター（通風器）を1両あたり8基、屋根部左右に4基ずつ二列配置する。
車内はデボ800形と同じく、側窓8枚分に相当する箇所に左右計10脚の固定クロスシート（ボックスシート）を設け、その他の座席をロングシートとしたセミクロスシート仕様とした。車内照明は白熱灯式で、1両あたり6個設置した。

## 主要機器
前述の通り、本系列は新製に際してデボ800形802・803（いずれも初代）より電装品を流用して竣功した。従って、主要機器の仕様および走行性能はデボ800形と同一である。
主電動機は東洋電機製造TDK-528/5-F直流直巻電動機（端子電圧600 V時定格出力90 kW、同定格回転数950 rpm）を歯車比3.21 (61:19) にてモ850形へ1両あたり4基搭載、主制御器は東洋電機製造ES-509-A電動カム軸式間接自動進段制御器を同じくモ850形へ搭載した。
台車はモ850形・ク2350形とも新製され、日本車輌製造製の形鋼組立形釣り合い梁式台車のD16を装着する。同時期に落成した3400系とは異なり軸受は平軸受（プレーンベアリング）仕様とされ、固定軸間距離も3400系の装着するD16台車が2,300 mmであるのに対して、本系列の装着するD16台車は他形式と同様に2,200 mmである。
常用制動装置はデボ800形と同じく、ゼネラル・エレクトリック (GE) 社の原設計に基いて芝浦製作所（現・東芝）が製造したJ三動弁を用いるAVR制御管式自動空気ブレーキを採用した。
連結器は、前後妻面とも従来車と同様に柴田式並形自動連結器を装着、また集電装置は東洋電機製造PT-7菱形パンタグラフを採用、モ850形・ク2350形のそれぞれ屋根上先頭寄りに1両あたり1基搭載した。
なお、本系列も落成当初は3400系と同様に、前頭部には連結器および非常ブレーキ管のみを装着し、他編成との総括制御用のジャンパ栓などは省略され、他編成との併結運転は考慮しない構造が採用された。

## 運用

### 太平洋戦争前後
導入後はモ800形（初代、デボ800形より改称）と併用される形で名岐線（現・名古屋本線の一部）の特急・急行運用を中心に運用された。なお、本系列はモ800形同様に運用が押切町発着列車に限定され、押切町 - 柳橋間の名古屋市電との併用区間には入線しなかった。
その後、名鉄は西部線の輸送力増強および電動車不足の解消を目的として、本系列の制御車ク2350形2351・2352を制御電動車へ改造しモ850形853・854と改番編入する旨、1940年（昭和15年）8月に管轄省庁へ認可申請を行った。しかし、実際には電装品の入荷遅れから改造に着手することができず、電装品が入荷した1942年（昭和17年）には計画が変更され、ク2350形ではなく本系列と同時期に落成したモ800形（初代）の制御車ク2300形（初代）を制御電動車へ改造する方針が決定した。新たに申請された書類においては「ク2350形の車体は一端が流線形であるがゆえに他車との連結運用に制約が生じるため運用上甚だしく不便」とその理由を挙げ、「そのような制約を受けない運用上便利な他の制御車」としてク2300形（初代）を電動車化改造すると説明している。以上の経緯によって、ク2300形（初代）2301・2302が制御電動車モ830形831・832へ改造され、ク2350形の制御電動車化改造は中止された。
上記電動車化計画と前後して、輸送力増強に伴う長編成運転を目的に、1941年（昭和16年）7月12日付設計変更認可にてモ850形・ク2350形全車の常用制動装置を従来のJ三動弁を用いる制御管式自動空気ブレーキから、ウェスティングハウス・エレクトリック (WH) 社の原設計に基く三菱電機製のM三動弁を用いた元空気溜管式自動空気ブレーキに改造した。モ850形に採用された制動装置はAMM、ク2350形に採用された制動装置はACMとそれぞれ呼称された。
また同時期には太平洋戦争激化による戦時体制への移行に伴って輸送量が増加したことから、混雑緩和のため全車とも固定クロスシートを撤去して車内座席をオールロングシート仕様に改造した。これにより1両あたりの定員に変化が生じたが、諸元上の車両定員は114人で変化はなく、座席定員のみ52人に減少した。その他、車体塗装をマルーンからダークグリーンへ改めたほか、ク2350形に搭載されたパンタグラフが撤去された。当初はパンタグラフ本体を撤去したのみであったが、後年パンタグラフ台座・配線を含めて完全撤去された。

### 戦後の動向
1948年（昭和23年）5月12日に西部線の架線電圧を直流600 Vから直流1,500 Vに昇圧する工事が完成し、同年5月16日より金山橋（現・金山）を境とした運行系統分断を解消して東西直通運転が開始された。本系列も昇圧対応改造を施工し、従来の運用線区であった西部線に加えて東部線区間にも入線するようになった。同時期には前頭部にジャンパ栓および常用ブレーキ管を新設して他編成との併結総括運用を可能としたほか、1952年（昭和27年）には本系列の編成中間にモ800形807・808を組み込み、翌1953年（昭和28年）にかけて3両編成を組成して運用された。
1961年（昭和36年）に本系列全車を対象に重整備工事と称する車体修繕工事が施工された。老朽化した車体各部の補修のほか、主電動機および制御装置の更新が実施され、主電動機はTDK-528/15-KMと、制御装置はES-509改とそれぞれ型番が変更された。その他、客用扉下部の内蔵ステップ廃止、客用扉の鋼製扉化、戸袋窓のHゴム固定支持化、固定連結面間の棒連結器化も施工された。
1965年（昭和40年）5月の定期検査に際して、従来前面幕板部へ施されていた「なまず」の愛称の由来となった飾り帯塗装が省略された。同年12月にはモ830形831・832を本系列の編成中間に組み込み、再び3両編成化された。これは同時期にモ3300形（2代）・モ910形など間接非自動制御（HL制御）の旧型車の淘汰が進行したことにより、従来同グループが充当された3両編成運用に供する車両が不足したための措置であった。中間に組み込まれたモ831・モ832は運転台側妻面の連結器を棒連結器へ交換し、幌枠および貫通幌を新設、貫通編成を組成した。
1967年（昭和42年）2月に、ク2350形は3780系の新製に際してD16台車を供出するため、2両とも旧型車の廃車発生品である国鉄制式台車のTR14台車に換装された。この台車交換に際しては入場中のク2350形に代わる車両としてモ800形810を充当し、851編成・852編成とも暫定的に全電動車編成を組成した時期がある。
1969年（昭和44年）にモ831・モ832を編成から外し、本系列は再び2両編成となった。1971年（昭和46年）には廃車となったモ800形806・807より発生したD16台車をク2350形へ転用して台車換装が実施された。その後、1974年（昭和49年）から1976年（昭和51年）にかけて、前面ワイパーの自動化、客室部車内灯の蛍光灯化、前照灯のシールドビーム2灯化が順次施工された。
車体塗装については長らくロングシート仕様車の標準塗装であったダークグリーン1色塗りであったが、1970年代後半までに851編成・852編成ともスカーレット1色塗りに変更された。

### 退役
6000系など新型車両の導入に伴うAL車の代替進行によって、1979年（昭和54年）11月30日付で852編成が廃車となった。同編成は廃車後解体処分を免れ、翌1980年（昭和55年）4月に開園した南知多ビーチランドにおいて電車レストラン「パノラマビュッフェ」として活用された。
一方、残存した851編成については、1981年（昭和56年）9月にモ851・ク2351とも台車を7300系の台車新製に伴って発生したD18台車に換装し、その他3880系の廃車発生品を流用して車内扇風機が新設された。また1984年（昭和59年）以降は、3400系に連結対応工事が施工されたことにより本系列との流線形車両同士の編成を組成して運用される機会も生じた。
1987年（昭和62年）3月の国鉄分割民営化で発足した東海旅客鉄道（JR東海）は、ダイヤ改正ごとに東海道本線の輸送力増強および利便性向上を図り、並行する名古屋本線を保有する名鉄にとって脅威となりつつあった。そのため名鉄側も対抗手段として1987年（昭和62年）から1989年（平成元年）にかけて6500系・6800系など新型車両を導入してサービス向上を図り、結果捻出されたAL車・HL車など旧型車両の大量淘汰が同時期に実施された。851編成についても代替対象となり、1988年（昭和63年）8月15日付で除籍され、本系列は全廃となった。
851編成は側面車番標記の「1」の文字板を3400系モ3403・ク2403のモ3401・ク2401（ともに2代）への改番に際して供出し、その後解体処分された。また前述した南知多ビーチランドにおいて静態保存された852編成についても、保存場所が海に近かったことから塩害による車体の腐食が進行したため、他の保存車両とともに1992年（平成4年）12月に解体処分された。従って、本系列に属する4両はいずれも現存しない。